# Usclats del Bòsc
Usclats del Bòsc (en francès Usclas-du-Bosc) és un municipi occità del Llenguadoc, a la regió d'Occitània, al departament de l'Erau.